# 임천초등학교 가림분교
임천초등학교 가림분교는 대한민국 충청남도 부여군 임천면 충절로 698 (비정리)에 있었던 공립 초등학교이다.

## 연혁
- 1943년 9월 30일 임천비룡공립국민학교 개교
- 1948년 5월 1일 가림국민학교로 개칭
- 1949년 2월 10일 제1회 졸업생(122명)
- 1996년 3월 1일 가림초등학교 (명칭 변경)
- 1999년 2월 10일 제51회 졸업생(19명)(총 3,172명)
- 1999년 3월 1일 임천초등학교 가림분교(분교장 격하)
- 2000년 3월 1일 본교로 통합